# Lijst van burgemeesters van Est en Opijnen
Dit is een lijst van burgemeesters van de voormalige Nederlandse gemeente Est en Opijnen in de provincie Gelderland.

Tot 31 december 1817 heette deze gemeente Opijnen. Op 1 januari 1978 ging deze gemeente op in de gemeente Neerijnen.
| Ambtsperiode                       | Naam burgemeester                         | Leven      | Partij of stroming | Bijzonderheden |
| ---------------------------------- | ----------------------------------------- | ---------- | ------------------ | --- |
| 1811 - 1812                        | Lubbertus Pieter Court                    | 1748-1812  |                    | maire van Opijnen |
| rond 1817                          | M. Schaay                                 |            |                    | |
| ???? - 1841                        | Benjamin den Ouden                        |            |                    | |
| 1841 - 1848                        | Johannes Boers                            |            |                    | |
| 1848 - 1878                        | D.C. den Ouden                            | ±1816-1890 |                    | |
| 1 april 1878 - 25 februari 1913    | Benjamin (B.) den Ouden                   | ±1847-1913 |                    | |
| 1913 - 1937                        | Daniel Cornelis (D.C.) den Ouden          | 1880-1937  |                    | |
| 15 februari 1938 - 11 oktober 1944 | Bart (B.) Formijne                        | 1897-1978  |                    | |
| ???? - ????                        | ????                                      |            |                    | |
| oktober 1945 - 1 augustus 1955     | Bart (B.) Formijne                        | 1897-1978  |                    | |
| 1956 - 1962                        | Jhr. Mr. Conradin Flugi van Aspermont     | 1928-1968  | PvdA               | Aansluitend burgemeester van Doesburg                                                                                       |
| 1962 - 1963                        | Arie (A.) Timmer                          | 1923-1963  | VVD                | |
| 1963 - 1971                        | Jan (J.) Kok                              | 1925-1993  | VVD                | Aansluitend burgemeester van Reeuwijk                                                                                       |
| 1971 - 1976                        | Emile Rudolf (E.R.) Westerbeek van Eerten | 1922-1982  | DS'70              | Aanvankelijk waarnemend. Tevens burgemeester van Ophemert en Varik (beide 1961-1978). Vanaf 1978 burgemeester van Neerijnen |
| 1 mei 1976 - 1978                  | Gerard (G.R.) Bierman                     |            |                    | Waarnemend |